# Mulatu Astatke

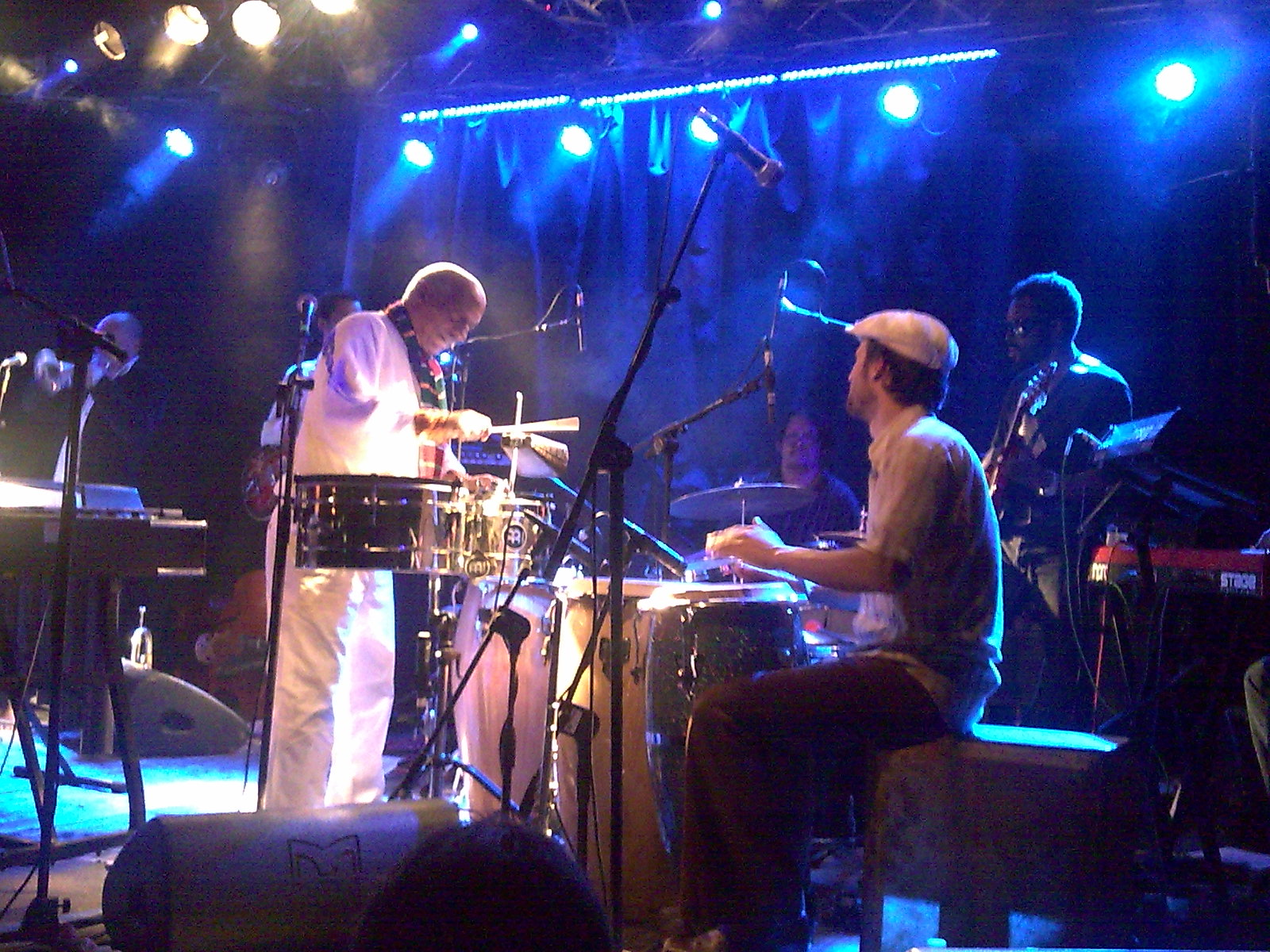
Mulatu Astatke e The Heliocentrics, 9 de Março de 2008, Roma.

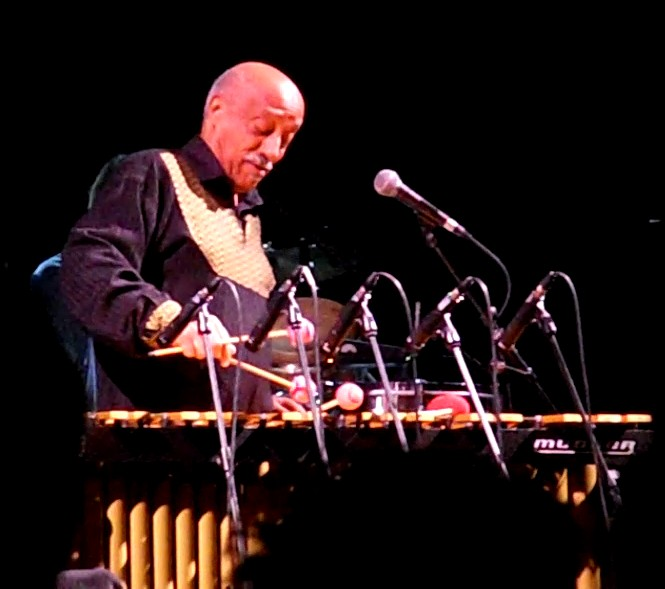

Mulatu Astatke (também escrito Astatqé) é um compositor nascido na Etiópia, em 1943, considerado o pai do Ethio-jazz. Musicalmente talhado em sua juventude na Inglaterra e nos EUA, onde aprendeu a tocar piano, percussão e clarinete, seu retorno à sua terra natal no final da década de 1960 o leva a uma carreira sólida. Sua música é única, pontuada por cool jazz, salsa, funk e uma sonoridade que remete a toques árabes e indianos.
Ele trabalhou com muitos artistas influentes do jazz como Duke Ellington durante a década de 1970. Após a reunião do grupo Either/Orchestra de Massachusetts, em Adis Abeba, capital da Etiópia, em 2004, Mulatu começou uma colaboração com a banda, que continua até os dias de hoje, tendo participado das apresentação recentes na Escandinávia no verão de 2006, além de shows em Londres, Nova York, Alemanha, Holanda, Glastonbury (Reino Unido), Dublin e Toronto, no Verão de 2008. No outono de 2008, ele colaborou com o coletivo de jazz psicodélico de Londres, The Heliocentrics, em um álbum chamado "Inspiration Information Vol. 3 ', que incluía algumas versões de seus clássicos anteriores do Ethio Jazz com material novo produzido pelos Heliocentrics e pelo próprio Astatke. O instrumento de Mulatu, e sua assinatura sonora, é o vibrafone.
Algumas composições de Astatke são o elo principal na trilha sonora do filme Broken Flowers (Jim Jarmusch, 2005), que tem quatro canções suas integrando o álbum original.
Mulatu também produziu canções para muitos artistas da África Oriental, incluindo Mahmoud Ahmed. Lançou um conjunto de dois discos para serem vendidos exclusivamente aos passageiros da Ethiopian Airlines, sendo o primeiro disco uma compilação de diferentes estilos das regiões da Etiópia e o segundo gravações originais de estúdio.
Em 2007 e 2008, Mulatu recebeu uma bolsa no Instituto Radcliffe da Universidade de Harvard onde trabalhou na modernização dos instrumentos tradicionais etíopes e estreou uma parte de uma nova ópera, "The Yared Opera", que conta a história de Saint Yared, uma figura semi-lendária da cultura etíope, creditado como inventor da música sacra na tradição da Igreja Ortodoxa da Etiópia.
Recentemente, Mulatu serviu como um artista residente do MIT em Cambridge. Além de realizar palestras e workshops, Mulatu foi conselheiro do MIT Media Lab na criação de uma versão moderna do krar, um instrumento tradicional da Etiópia.
Em 1 de fevereiro de 2009, Mulatu Astatke apresentou-se no Auditório Luckman em Los Angeles com uma banda de notáveis músicos de jazz, incluindo attistas como Bennie Maupin, Azar Lawrence e Phil Ranelin.

## Discografia parcial
- Mulatu of Ethiopia
- Afro-Latin Soul Vol. 1
- From New York City to Addis Ababa: The Best of Mulatu Astatke
- Assiyo Bellema
- Mulatu Steps Ahead

### Com o grupoThe Heliocentrics
- Inspiration Information, Vol. 3

### Compilações
- New York-Addis-London: The Story of Ethio Jazz 1965-1975
- Ethiopiques, Vol. 4: Ethio Jazz & Musique Instrumentale, 1969-1974